# Pablo Zenteno
Pablo Marcial Zenteno Muñoz (Santiago, 7 de marzo de 1984) es un abogado y político chileno, miembro del Partido Comunista de Chile (PCCh). Entre el 20 de abril de 2022 y el 19 de agosto de 2025 se desempeñó como director nacional del Trabajo, bajo el gobierno de Gabriel Boric. Anteriormente también se desempeñó como secretario regional ministerial (Seremi) del Trabajo y Previsión Social de la Región de Atacama durante el segundo gobierno de Michelle Bachelet.

## Biografía
Hijo de Ana Luisa Muñoz. Egresó del Liceo de Adultos Particular Fermín Vivaceta. Se tituló de abogado en la Universidad Central de Chile y luego cursó un máster en empleo, relaciones laborales y diálogo social de la Universidad de Castilla-La Mancha, España.
Se desempeñó como vicepresidente de la Asociación de Abogados y Abogadas Laboralistas de Chile (AGAL), coordinador de la Fundación FIEL y profesor ayudante de la Universidad Central de Chile (Ucen). Es casado.

## Trayectoria pública

### Asesor de la CUT
Militante del Partido Comunista (PC), es miembro del Comité Central de la colectividad por el período 2020-2024. Cercano al mundo sindical, hasta 2015 se desempeñó como asesor de la Central Unitaria de Trabajadores (CUT), siendo uno de los precursores del Consejo Superior Laboral, una instancia de diálogo tripartito que posteriormente quedó consignada en la ley n° 20.940.
En 2021, junto al exdirector de la Organización Internacional del Trabajo (OIT), Juan Somavía, volvió a asesorar a la Central Unitaria de Trabajadores esta vez en torno al proceso constituyente en Chile.

### Segundo gobierno de Michelle Bachelet
Tras su renuncia como asesor de la CUT se integra como abogado de la Fiscalía del Ministerio de Desarrollo Social. Dejó el cargo en 2017, siendo designado el 1 de junio de ese año como secretario regional ministerial del Trabajo y Previsión Social en la Región de Atacama, en reemplazo de Dissa Castellani. Se mantuvo en el cargo hasta el 11 de marzo de 2018, al finalizar el gobierno de la Nueva Mayoría.

### Director nacional del Trabajo
En abril de 2022 fue nombrado director nacional de la Dirección del Trabajo por el presidente Gabriel Boric mediante el mecanismo conocido como las "12 balas de plata", nombrándolo directamente, sin la necesidad de participar en un concurso de la Alta Dirección Pública (ADP). Asumió el cargo el 20 de abril del mismo año, transformándose en el primer militante del Partido Comunista en llegar al cargo y el primero sin participar en Alta Dirección Pública, luego de ser ganado el primer concurso para este cargo por la anterior Directora del Trabajo.
Presentó su renuncia al cargo el 19 de agosto de 2025 para competir como candidato a diputado en las elecciones parlamentarias de 2025, por la región de Atacama.